# Carl Theodor Dreyer
Carl Theodor Dreyer (Copenhague; 3 de febrero de 1889-ib., 20 de marzo de 1968) fue un director de cine y guionista danés, considerado uno de los mayores directores del cine europeo.

## Biografía

### Pasos iniciales
Sus padres fueron Josephine Nilsson y Jens Christian Torp. Su madre servía en la granja de Jens Christian Torp, en Suecia. Él la repudió al saber que estaba embarazada, basándose en las diferencias de clase y económicas existentes entre ambos.
Nació, por tanto, como hijo ilegítimo, en Copenhague. Además, su madre lo abandonó de inmediato y regresó a Escania. A consecuencia de lo cual el niño terminó en un orfanato, aunque pronto, en 1891, fue acogido por la familia Dreyer (su madre biológica murió a los pocos meses de su adopción). Recibió además el nombre de su padre de adopción, Carl Theodor Dreyer.
Sus padres adoptivos eran rígidos luteranos y sus enseñanzas probablemente influyeron en la severidad de sus filmes. Desde muy joven le señalaron su privilegiada situación y la idea de que tendría que valerse por sí mismo.
Enseguida Dreyer trabajó como periodista y en este tiempo, según ha dicho, pudo ir perfilando su vocación de cineasta (su "única pasión", diría luego) al escribir los intertítulos de varias películas de cine mudo y posteriormente al redactar guiones (1912-1918). Luego, en 1936, hizo crítica cinematográfica para luego ser cronista judicial de 1936 a 1941.
Por añadidura, Dreyer aunque no vio ni vería mucho cine, señaló que los pioneros D. W. Griffith y antes de este dos suecos, Mauritz Stiller y, sobre todo, Victor Sjöström le influyeron decisivamente, como ya indicó en 1920.

### Director de cine
Sus inicios como director, desde 1918, tuvieron un éxito limitado. Pero rodó todos los años en esa década, así la fallida Érase una vez (Der Var Engang, 1922), y dos veces en Alemania con la UFA, como Mikaël (1924), basada en una obra de Herman Bang, de gran calidad visual y psicológica.
La fama le llegó gracias a Du skal ære din hustru (El amo de la casa, 1925). El éxito que cosechó en su país con esa película se transformó en un enorme triunfo en Francia, a donde se trasladó. La Société Genérale des Films le encargó la realización de un largometraje sobre alguna heroína nacional: Juana de Arco, Catalina de Médicis y María Antonieta; por un mero sorteo, salió la primera.
Así que rodó allí una intensa La pasión de Juana de Arco (La passion de Jeanne d'Arc) —en cuyo montaje trabajó además—, que apareció en las salas en 1928 y fue su primer gran «clásico», aunque no fue un éxito en taquilla. Para Dreyer supuso su verdadero inicio cinematográfico. Con la ayuda de Pierre Champion escribió el guion,  que se basó en estudios directos sobre las transcripciones originales del proceso padecido por Juana de Arco. La película tenía influencias tanto del realismo como del expresionismo cinematográfico, pero sin maquillar a los personajes (entre ellos, estaba Antonin Artaud).
Los decorados eran blancos y toda la película estaba rodada a base de primeros planos. El responsable del decorado fue el berlinés Hermann Warm, que había elaborado los fondos expresionistas de El estudiante de Praga (1913), El gabinete del doctor Caligari (1919) y Las tres luces (1921). La actriz, Maria Falconetti, que encontró Dreyer en los teatros de París, fue dirigida meticulosamente por él; su genial interpretación, muy profunda, hizo que después abandonara el teatro; no hizo más cine, pese a un intento en Hollywood, y acabó en Buenos Aires, convertida al budismo.
Dreyer no quería ser encasillado como místico, y su siguiente película, rodada esta vez por completo en decorados naturales, trató de una «bruja vampiro» (Vampyr – Der Traum des Allan Grey) (1932). En los créditos del film señala el origen en Carmilla de Sheridan Le Fanu, pero él más bien partió de una idea original suya y de su amigo Christen Jul, jugando con elementos preexistentes. Vampyr es una meditación surrealista sobre el miedo, que hoy se considera maestra. La lógica cede el paso a las emociones y a la atmósfera en esta historia, en la que un hombre protege a dos hermanas de un vampiro. El film contiene muchas imágenes inolvidables, como la del héroe que sueña con su propio enterramiento, y aquella otra del animal sediento de sangre sobre el rostro de una de las hermanas, mientras esta se encuentra secuestrada bajo el encantamiento del vampiro. La película era originariamente muda, pero le fueron añadidos diálogos hablados mediante doblaje.
La película fue un fracaso económico, y Dreyer estuvo más de un decenio sin rodar más que documentales, que no apreciaba. En 1943, hizo  al fin Vredens dag (Dies irae o Día de ira), una severa crítica a las creencias en la brujería y sobre todo a su represión brutal mediante el fuego. Con este film Dreyer fijó el estilo que distinguió sus posteriores obras sonoras: composiciones muy cuidadas, cruda fotografía en blanco y negro y tomas muy largas.
Hizo en Suecia Dos personas (1944), con actores impuestos y no seleccionados por él, que para él fue fallida, si bien es una historia de interés dramático. Pasó un largo período sin rodar. Su oposición al nazismo, con sus criterios raciales, le condujeron a un violento rechazo. Para él, la expulsión de tantos artistas y escritores, desde 1933, convirtió una gran cinematografía en puro serrín. Entonces fue perfilando un proyecto sobre la Vida de Jesús, no realizado finalmente, que tenía como una de las metas esenciales mostrar el carácter claramente judío de este, y mostrar con la mejor bibliografía que su condena fue un asunto del poder romano, que le criminalizó, pero que delegaba poderes locales en asuntos de justicia. Otros dos proyectos, tampoco realizados, fueron Luz de agosto, sobre la homónima novela de Faulkner, y Medea, un guion del que Lars Von Trier haría más tarde el telefilme Medea.
En 1955, Dreyer rodó Ordet (La palabra), basada en la obra de teatro homónima de Kaj Munk, y que había tenido gran éxito en los países escandinavos (Munk fue asesinado en 1944 como resistente). El proyecto se remontaba a 1920. En ella, combina una fervorosa historia de amor en el medio campesino con un examen acerca del destino. El personaje central, un teólogo enloquecido por sus lecturas de Soren Kierkegaard que se cree Jesús, pone en entredicho la presunta fe religiosa de su familia ante la muerte. Esta película le valió el León de Oro en el Festival Internacional de Cine de Venecia en 1955. En ella, destaca el ritmo pausado, la práctica ausencia de montaje por corte entre escenas, en las que Dreyer deja que los actores entren y salgan de encuadre al estilo del montaje teatral. Es una obra cargada de preocupaciones religiosas, pero asimismo exaltadora de la vida: «pero yo quería su cuerpo», dice el marido cuando ella muere.
Su vida profesional se estabilizó al encargarle la dirección del cine en su país, pero siguió con sus proyectos habituales, que a veces se prolongaban diez o más años.
La última obra de Dreyer fue Gertrud (1965), basada en la pieza homónima de Söderberg. Si bien es muy distinta a las precedentes, resulta una especie de testamento artístico del autor, en la medida en que trata de una mujer que al separarse de su marido se mantiene fiel a su ideal de amor: amar al otro por encima de todo, incluso, de uno mismo. Ella, con gran vitalidad, no se arrepiente nunca de las elecciones tomadas como dice al final, pasados muchos años.
Dreyer, con cierto halo cristiano, reconoció que mucho de su cine se había preocupado por la intolerancia, como obsesión personal; y contando con la impresión que le causó Intolerancia de Griffith. En Dies irae estaba «la intolerancia de que hicieron gala los cristianos ante todos aquellos que seguían aún atados a las supersticiones y todo lo que aún sobrevivía. Incluso en Gertrud también se siente dicha intolerancia, pero aquí aparece en la propia Gertrud, que nunca aceptará nada que no sienta ella misma y que exige, en cierto modo, que todos se inclinen ante ella».

## Valoraciones
Es un director muy encerrado en sus ideas y proyectos (pero con preocupaciones políticas esenciales), de hecho no fue a ver películas en general. De los nuevos, nada vio de Bresson, alabó Jules et Jim de Truffaut y la segunda parte de Hiroshima mon amour de Resnais, asimismo El silencio de Bergman («una obra maestra»), del que no conoció mucho más.
Si bien su carrera duró cincuenta años, desde los años 1910 hasta los años 1960, su concentración, sus métodos tan rigurosos, la idiosincrasia de su estilo y la obstinada devoción por su propio arte hicieron que su producción resultase menos prolífica de lo que hubiese podido esperarse.
De hecho prefirió la calidad a la cantidad, lo que lo llevó a producir algunos de los mayores clásicos del cine internacional. Su honestidad consigo mismo y su trabajo; así como, su fidelidad a su vocación y gran pasión, el cine como expresión artística, hizo que sólo hiciera las películas que pensaba debía hacer y tal como debía hacerlas. Su perfeccionismo, por ejemplo, lo hizo suspender un rodaje porque las nubes no iban en la dirección esperada o elaborar costosos decorados sólo para que los actores se sintieran más inspirados.
En Apuntes sobre el estilo Dreyer escribe que su cine busca las experiencias íntimas del hombre y trata de adentrarse en el misterio y en los conflictos interiores de los humanos. Por otra parte, teorizó sobre el color naciente en el cine, sobre la oscuridad como valor, sobre el cine sonoro, sobre el realismo, a la vez necesario y superable, sobre la ausencia de maquillaje como depuración.
El valioso documental Carl Th. Dreyer: Min Métier (Mi oficio, 1995), dirigido por Torben Skjødt Jensen, contiene recuerdos de quienes lo conocieron a fondo.

## Filmografía

### Como director
- El presidente  (Præsidenten, 1918)
- La viuda del pastor (Prästänkan, 1920), sobre una historia noruega (un joven pastor se ve obligado a casarse con una anciana)
- Páginas del libro de Satanás (Blade af Satans bog, 1919)
- Los estigmatizados (Die Gezeichneten) (1921), rodada en Alemania, se recuperó en 1964
- Érase una vez (Der Var Engang, 1922)
- Deseo del corazón (Mikaël, 1924), rodada en Alemania, se recuperó asimismo en la fecha anterior
- El amo de la casa (Du skal ære din hustru, 1925)
- La novia de Glomdal (Glomdalsbruden, 1926), historia folclórica, hecha en Suecia
- La pasión de Juana de Arco (La Passion de Jeanne d'Arc, 1928)
- Vampyr (Vampyr - Der Traum des Allan Grey, 1932)
- Jungla Negra (L'esclave blanc, 1936)
- Dies Irae (Vredens dag, 1943)
- Dos personas (Två människor, 1944), rodada en Suecia
- El agua en el campo (Vandet på landet, 1946)
- Shakespeare y Kroneborg, documental
- La palabra (Ordet, (1955)
- Gertrud (Gertrud, 1965).

#### Cortometrajes
- Mødrehjælpen (1942)
- Landsbykirken (La iglesia rural) (1947), documental de 14 min. sobre una iglesia rural
- De nåede færgen (Cogieron el ferry)  (1948), documental de 11 min.
- Kampen mod kræften  (La lucha contra el cáncer) (1947), documental de 15 min.
- Thorvaldsen (1949), documental de 10 min. sobre el escultor Bertel Thorvaldsen
- Storstrømsbroen (El puente de Storstrom) (1950), documental de 7 min. sobre el puente que une las dos islas de Dinamarca
- Et Slot i et Slot (Un castillo en un castillo) (1954), documental de 9 min.

### Guionista
- Arnulfo silva barthell (1912)
- Hans og Grethe (1913)
- Balloneksplosionen (1913)
- Krigskorrespondenter (1913)
- Chatollets hemmelighed (1913)
- Ned Med Vaabnene (1914)
- Juvelerernes skraek (1915)
- Penge (1915)
- Den hvide djævel (1916)
- Den skønne Evelyn (1916)
- Rovedderkoppen (1916)
- En forbryders liv og levned (1916)
- Guldets gift (1916)
- Pavilionens hemmelighed (1916)
- Den Mystiske selskabsdame (1917)
- Hans rigtige kone (1917)
- Fange no. 113 (1917)
- Hotel Paradis (1917)
- Lydia (1918)
- Glaedens dag (1918)
- Præsidenten (1919)
- Gillekop (1919)
- Grevindens ære (1919)
- La viuda del pastor (Prästänkan, 1920)
- Páginas del libro de Satanás (Blade af Satans bog, 1921)
- Los estigmatizados (Die Gezeichneten, 1921)
- Había una vez (Der Var Engang, 1922)
- Deseo del corazón (Mikaël, 1924)
- Du skal ære din hustru (1925)
- La novia de Glomdal (Glomdalsbruden) (1925)
- La pasión de Juana de Arco (La Passion de Jeanne d'Arc, 1928)
- Vampyr (Vampyr – Der Traum des Allan Grey, 1932)
- Mødrehjælpen (1942)
- Dia de ira (Vredens dag, 1944)
- Dos seres (Två människor, 1945)
- El agua en el campo (Vandet på landet, 1946), cortometraje
- Kampen mod kræften (1947)
- De gamle (1947)
- Landsbykirken (1947)
- De nåede færgen (1948)
- Thorvaldsen (1949)
- El puente de Storstrom (Storstrømsbroen, 1950)
- Shakespeare og Kronborg (1950)
- Rønnes og Nexøs genopbygning]] (1954)
- Un castillo en un castillo (Et Slot i et Slot, 1954)
- Ordet (1955)
- Noget om Norden (1956)
- Gertrud (1965).

## Premios y distinciones
Festival Internacional de Cine de Venecia
| Año  | Categoría       | Película   | Resultado |
| ---- | --------------- | ---------- | --------- |
| 1955 | León de oro     | La palabra | Ganador   |
| 1965 | Premio FIPRESCI | Gertrud    | Ganador   |